# Amphipholis limbata
Amphipholis limbata är en ormstjärneart som först beskrevs av Grube 1857.  Amphipholis limbata ingår i släktet Amphipholis och familjen trådormstjärnor. Inga underarter finns listade i Catalogue of Life.